# Krewcy Legioniści
Klub Honorowych Dawców Krwi PCK „Krewcy Legioniści” – klub honorowych dawców krwi PCK zrzeszający sympatyków polskiego klubu piłkarskiego Legia Warszawa, założony 12 września 2012 roku, z inicjatywy kibiców oraz serwisu legioniści.com. Klub jest zarejestrowany przy Oddziale Rejonowym Polskiego Czerwonego Krzyża Warszawa Południe, wchodzącym w skład Mazowieckiego Oddziału Okręgowego PCK.

## Cele
Głównym celem stowarzyszenia jest dobrowolne oddawanie krwi lub jej składników na rzecz osób potrzebujących oraz propagowanie idei honorowego krwiodawstwa wśród sympatyków klubu Legia Warszawa z terenu całej Polski. Zbiórki krwi odbywają się zazwyczaj dwa razy w ciągu roku, z racji Narodowego Dnia Pamięci „Żołnierzy Wyklętych” i rocznicy wybuchu Powstania Warszawskiego. Wydarzenia odbywające się na terenie stadionu miejskiego Legii Warszawa im. Marszałka Józefa Piłsudskiego cieszą się ogromną frekwencją. Dzięki temu krew trafia do Regionalnego Centrum Krwiodawstwa i Krwiolecznictwa w Warszawie, skąd jest wykorzystywana do pomocy chorym.

## Wyróżnienia
Klub Honorowych Dawców Krwi PCK „Krewcy Legioniści” otrzymał wyróżnienie jako najbardziej aktywny klub w 2016 r., a akcje stowarzyszenia zostały wymienione obok największych w województwie mazowieckim. Członkowie klubu otrzymali również w 2020 r. podziękowanie od Regionalnego Centrum Krwiodawstwa i Krwiolecznictwa w Warszawie za zaangażowanie w propagowanie idei honorowego krwiodawstwa podczas panującej wówczas sytuacji epidemiologicznej.